# Eva-Maria Ittner
Eva-Maria Ittner (ur. 31 marca 1961 w Düsseldorfie) – niemiecka szpadzistka reprezentująca też RFN, wielokrotna medalistka mistrzostw świata.
Podczas mistrzostw świata w Orleanie w 1988 roku reprezentantki RFN w składzie: Carmen Engert, Eva-Maria Ittner, Sabine Krapf, Renate Riebandt-Kaspar i Ute Schäper zdobyły złoty medal w zawodach drużynowych. W tej samej konkurencji zdobyła też złoto na mistrzostwach świata w Lyonie (1990) oraz srebro na mistrzostwach świata w Hawanie (1992), mistrzostwach świata w Essen (1993) i mistrzostwach świata w Kapsztadzie (1997). Ponadto na mistrzostwach świata w Budapeszcie (1991) wywalczyła srebrny medal w turnieju indywidualnym, rozdzielając na podium Węgierki: Mariann Horváth i Marinę Várkonyi.
Wystartowała na igrzyskach olimpijskich w Atlancie (1996), gdzie indywidualnie i drużynowo zajmowała siódme miejsce. Były to jej jedyne starty olimpijskie.
Zdobyła brązowy medal w szpadzie indywidualnej na mistrzostwach Europy w Linzu w 1993 roku.
Siedmiokrotnie zdobywała mistrzostwo kraju: indywidualnie w latach 1991, 1994, 1995 i 1996 oraz drużynowo w latach 1990, 1992 i 1996.